# Кочу (Бакеу)
Кочу (рум. Cociu) — село у повіті Бакеу в Румунії. Входить до складу комуни Мотошень.
Село розташоване на відстані 230 км на північний схід від Бухареста, 50 км на південний схід від Бакеу, 97 км на південь від Ясс, 106 км на північний захід від Галаца.

## Населення
За даними перепису населення 2002 року у селі проживали 214 осіб, усі — румуни. Усі жителі села рідною мовою назвали румунську.